# 鈴峰りお
鈴峰 りお（すずみね りお ）は女性声優。主にアダルトゲームに声をあてている。

## 人物紹介
- 菜々美&いりたんの飲んべぇでいいよでは、酒を飲みながらの番組という中で度々飲みすぎて壊れてしまうが、ほぼそのまま放送されている模様。
- 主に弄られキャラであり、逆に真面目に褒められたり優しくされると泣いてしまう。
- のんべぇ第36回にて誕生日が2月30日に設定されたが第43回にて自身で『誕生日は11月11日』と報告。
- のんべぇ第53回配信時の更新で突然の卒業宣言コメントを残し番組を卒業したため以降には出演していない。

## 出演作品

### ゲーム
2011年
- シキガミ（モレ）
- やや置き場がない!（ジャネット・ブラウン・カワラザキ）[1]
- 闇色のスノードロップス（長谷川 雪乃）[2]

2010年
- 置き場がない!（ジャネット・ブラウン・カワラザキ）[3]
- Junk Seeker（檜木 ななみ）[4]

2009年
- ドキドキ痴漢電車 ～ボクと彼女のヒミツな関係～
- DEVILS DEVEL CONCEPT
- 女神凌辱 ～姦虐戦乙女ブリュンヒルド～
- 女神凌辱 ～パイズリ姫ベルダンディー
- ジェイルブレイク[5]
- 聖徒会長ヒカル〜淫魔に占領された学園〜（泉 ヒカル）[6]

2008年
校内えっち コスプレ会長 輪姦クラブ
- 埼狂痴漢電車 ～7人の獲物達～
- 魔女侵犯 －淫辱のジャッジメント－
- 鬼畜の里 ～淫乱義母とヤンデレ妹～
- おしかけ御奉仕! ～僕のHなメイドさん～
- 桜花繚乱

2007年
- マジカルチェンジゆうきくん
- 触手痴漢電車 ～女子校生淫らに堕ちる～
- 家族調教 最終調教ハーレム編
- SYOKUSYULIEN ～淫獄の大地～
- 家族調教 叔母・怜子編

2006年
- ハーレム&ハーレム

## インターネットラジオ
- 菜々美&いりたんの飲んべぇでいいよ　（第18～52回）